# ŽAK Subotica
ŽAK Subotica (srp.: ЖAK Cубoтицa) je bio nogometni klub iz Subotice.

## Povijest
Klub je osnovan 1921. godine, a ime mu dolazi od inicijala imena Železničarski atletski klub. 
Klupske boje 1932. bile su plava i crvena.
Klub je igrao Prvenstvo Jugoslavije sezone 1935./36., ali ih je u 16. krugu eliminirala Slavija Osijek. Sezonu prije je u kvalifikacijama za državno prvenstvo ispao od novosadske Vojvodine. 
Sezonu 1939./40. i 1940./41. igrao je u Srpskoj ligi. 1940./41. osvojio je 5. mjesto od 10.
Početkom Drugog svjetskog rata grad dolazi pod Mađarsku upravu te se klub natjecao u Mađarskoj drugoj ligi pod mađariziranim nazivom Szabadkai Vasutas AC. U tom razdoblju trener je bio Geza Takács, a među najboljim igračima bio je István Nyers.
Nakon završetka Drugog svjetskog rata, klub je napravio turneju po Srbiji kako bi se pripremili za natjecanje, no nove socijalističke vlasti su zahtijevale da većina klubova osnovanih prije 1945. bude ugašena te da se osnuju novi klubovi. ŽAK je ugašen 1945. godine, a igrači su na sastanku odlučili kako će se pridružiti novoosnovanom klubu FK Spartak Subotica.

## Poznati igrači
Kraljevina Jugoslavija
- Mihalj Kečkeš
- Jovan Beleslin
- Miloš Beleslin
- Tihomir Ognjanov

 Kraljevina Mađarska
- István Nyers

## Vanjske poveznice
- (srp.) fkvojvodina.com - Statistika FK ŽAK